# دم‌بادبزنی تابلاس
دم‌بادبزنی تابلاس (نام علمی: Rhipidura sauli) نام یک گونه از سرده دم‌بادبزنی است.